# Hubina
Hubina est un village de Slovaquie situé dans la région de Trnava.

## Histoire
Première mention écrite du village en 1353.

## Démographie

### Évolution de la population
| Année:               | 1994. | 2004.   | 2014.   | 2024.   |
| -------------------- | ----- | ------- | ------- | ------- |
| Nombre de personnes: | 516   | 480     | 491     | 533     |
| Différence:          |       | -6,97 % | +2,29 % | +8,55 % |

| Année:               | 2023. | 2024.   |
| -------------------- | ----- | ------- |
| Nombre de personnes: | 513   | 533     |
| Différence:          |       | +3,89 % |